# Soğanlı, Yeşilhisar
Soğanlı là một xã thuộc huyện Yeşilhisar, tỉnh Kayseri, Thổ Nhĩ Kỳ. Dân số thời điểm năm 2008 là 337 người.